# The Legendary Shepherds of the Forest
The Legendary Shepherds of the Forest è il secondo album del gruppo musicale italiano Holy Shire, pubblicato nel 2018 sotto l'etichetta Heavy Metal Records.

## Tracce
Tutte le tracce sono scritte e arrangiate da Holy Shire, eccetto dove indicato.
1. The Source
2. Tarots
3. Dance Macabre
4. The Legendary Shepherds of the Forest
5. Princess Aries
6. Ludwig
7. At The Mountains of Madness
8. The Gathering
9. Inferno
10. Ophelia
11. The Lake

## Formazione
- Erika Ferraris (Aeon Flux) - voce
- Claudia Beltrame - voce
- Andrea Faccini (Andrew Moon) - chitarra elettrica
- Frank Campese (Frank) - chitarra elettrica e tastiere
- Piero Chiefa (BlackBass) - basso elettrico
- Chiara Brusa (Kima) - flauto traverso
- Massimo Pianta (TheMaxx) - batteria e percussioni

### Altri musicisti
- Federico Maffei - arrangiamento orchestrale delle tracce 1, 2, 3, 6, 8, 9 e 11
- Simona Aileen Pala - voce nelle tracce 3, 4, 6, 7 e 8
- Francesca Chi - voce nelle tracce 2, 9 e 11
- Piero Chiefa - tastiere nelle tracce 4, 5 e 7
- List Stefanoni - voce nelle tracce 5 e 10
- Masha Mysmane - voce nella traccia 3